# Andrembesoa
Andrembesoa is een plaats en commune in het centrum van Madagaskar, behorend tot het district Betafo, dat gelegen is in de regio Vakinankaratra. Tijdens een volkstelling in 2001 telde de plaats 12.189 inwoners.
De plaats biedt enkel lager onderwijs aan. 98,5 % van de bevolking werkt als landbouwer en 0,5 % houdt zich bezig met veeteelt. De belangrijkste landbouwproducten zijn rijst en mais; andere belangrijke producten zijn pinda's en maniok. Verder heeft 1% een baan in de industrie.